# Artur Wierzbiański
Artur Wierzbiański (ur. 18 listopada 1883 w Trzcianie, zm. 1 grudnia 1937) – porucznik intendentury Wojska Polskiego   .

## Życiorys
Urodził się 18 grudnia 1883 w Trzciana (powiat rzeszowski), w rodzinie Jana Aleksandra Wierzbiańskiego h. Suche Komnaty z Wierzbian (1862–1914) i Zofii z Daszkiewiczów.
Uczęszczał do C. K. Gimnazjum im. Rudolfa w Brodach, w którym ukończył 6 klas. Zmuszony przerwać naukę w związku ze śmiercią ojca, ukończył kurs handlowo-buchalteryjny w Brodach. Pracował jako korespondent, buchalter i kasjer w Zarządzie Dóbr Państwa Brody utrzymując całą rodzinę. W 1913 r. brał udział w katastrosie kolejowej pod Wiedniem, po którym leczył się przez kilka miesięcy. Od 1911 r. był członkiem drużyn „Sokoła” i Związku Strzeleckiego   .
Po wybuchu I wojny światowej, 25 września 1914 wstąpił do Legionów Polskich – ze względu na stan zdrowia został przydzielony najpierw do komisariatu wojskowego w Zakopanem, a od 27 grudnia 1914 do 28 kwietnia 1915 jako kurier do ekspozytury Naczelnego Komitetu Narodowego Oświęcim. Od 29 kwietnia 1915 służył w 1 pułku piechoty I Brygady jako sierżant do prowadzenia ewidencji (1 maja 1915 awansowany na starszego sierżanta). Od sierpnia do października 1916 był przydzielony do Centralnego Urzędu Ewidencyjnego Legionów Polskich przy Departamencie Wojskowym NKN. Następnie ponownie w 1 pułku piechoty, mimo słabego zdrowia pełniąc służbę w pułku. W pułku na liście aspirantów oficerskich. Pieczołowicie zbierał dane statystyczne i osobiste w celu dokumentowania historii walk pułku dla potomnych. W okresie 25 sierpnia – 5 listopada 1917 przebywał w szpitalach. Po kryzysie przysięgowym, 6 listopada 1917 został wcielony do 40 pułku piechoty armii austriackiej w którym służył do 5 lutego 1918. W 6 kwietnia 1918 został uznany za niezdolnego do służby wojskowej i jako inwalida zwolniony. Następnie pracował jako urzędnik Namiestnictwa we Lwowie   .
Na początku listopada 1918 r. próbował przedostać się z Sambora do Lwowa i został złapany we Lwowie przez Ukraińców i odesłany na stronę ukraińską Lwowa. Pozostając tam, pracował w wydawnictwie przy wydawaniu tajnej gazetki polskiej „Głos Polski”. Do komisji poborowej Wojska Polskiego zgłosił się 24 listopada 1918. W okresie od 25 listopada do 15 grudnia 1918 w stopniu starszego sierżanta pełnił słuzbbę w Dowództwie Miasta Lwów. Od 16 grudnia 1918 do 14 lutego 1919 jako starszy sierżant w D.O.G. Warszawa w komisji kasowej. W dniach od 15 lutego 1919 do 30 kwietnia 1919 został odkomenderowany na II kurs oficerów rachmistrzów przy Intendenturze O.G. Warszawa, który ukończył z wynikiem pozytywnym i z dniem 1 czerwca 1919 został mianowany podporucznikiem rachunkowości (Dz. Rozk. 80/19 str. 1835, lok. 266). Pracował jako oficer kasowy w Zarządzie Budownictwa Wojskowego w Modlinie. 26 lutego 1921 przydzielony do Działu Kontroli Gospodarczej D.O.G. Warszawa. Zatwierdzony porucznikiem w dniu 1 czerwca 1920. Ze względu na stan zdrowia został zwolniony 13 września 1922 r. Wymieniany w  i dodatku do. Uzyskał prawa inwalidy wojennego orzeczeniem komisji lekarskiej O.K. V z dnia 3 października 1932   . Zmarł 1 grudnia 1937 r. i został pochowany na cmentarzu Rakowickim w Krakowie, kwatera 5 wojskowa, rząd północny, grób nr 8.

## Życie prywatne
Dwukrotnie żonaty. Pierwsza żona Maryla Ziębińska. Druga żona Stefania Kaczyńska. Oba małżeńswa były bezdzietne.

## Ordery i odznaczenia
Otrzymał odznakę I Brygady „Za wierną służbę” (1917), a pośmiertnie został odznaczony Krzyżem Niepodległości (1938).